# Jonas Fink
Jonas Fink est un personnage de bande dessinée ainsi qu'une série de bande dessinée de Vittorio Giardino chroniquant la vie en Tchécoslovaquie communiste au sortir de la Seconde Guerre mondiale à travers le quotidien de son héros éponyme.

## Génèse
C'est la chute du mur de Berlin qui déclenche chez Vittorio Giardino le désir de raconter l'histoire de Jonas Fink.

## Principaux personnages
- Jonas Fink: Vittorio Giardino a fait le choix de raconter la vie de Jonas sur de nombreuses années, à la manière d'un roman de la formation[2]. Jonas est un garçon ordinaire, qui n'a rien d'un héros, mais qui se trouve confronté à un système et à des événements qui déterminent son destin. D'abord employé comme ouvrier dans le bâtiment, il devient commis d'un libraire qui traduit illégalement des ouvrages interdits par le régime communiste et qui diffuse des samizdats. La fin de la série, où Jonas Fink retrouve un des hommes responsables de la mort de son père est inspirée selon les propres dires de Vittorio Giardino d'un film italien des années 50 : « Ce qui se passe dans la dernière page c’est exactement ce que j’avais imaginé depuis le début. [...] La fin est inspirée d’un film italien des années 50 peu connu : La Longue Nuit de 43. Un type revient après la guerre et il reconnait un homme qui aurait été le meurtrier de son père. Mais il ne fait rien »[3].

- Slavek: un plombier philosophe.

- Pinkel: un libraire qui cache des « écrits prohibés », traduit les œuvres de Kafka, Walser ou Pasternak et les diffuse sous forme de samizdats.

- Munda: commissaire de la Sécurité ; c'est le méchant de la série.

- Tatjana Gostrov: une jeune russe aux yeux bleus dont Jonas tombe amoureux.

- Blodek: poète exclu de l’Union des écrivains et relégué aux travaux de voirie.

## Publications
Jonas Fink a commencé à paraître en 1991 dans la revue Il Grifo, mais le premier album italien n'est sorti qu'en 1997.
La version française des deux premiers volumes a été publiée de 1994 à 1997 dans (À suivre) avant d'être recueillie en deux albums de longueur inégale par Casterman. En janvier 2018, la version française du troisième et dernier tome est publiée, ceci achève la série.
Périodiques
- L'Enfance, dans (À suivre) n°193-196, 1994.
- L'Apprentissage, dans (À suivre) n°205-208, 1995.
- L'Apprentissage (suite), dans (À suivre) n°227-229, 1996-1997.

Albums
- L'Enfance, Casterman, coll. « Studios (À suivre) », 47 planches, octobre 1994. Alph-Art du meilleur album étranger au festival d'Angoulême 1995[4].
- L'Apprentissage, Casterman, 94 planches, avril 1997.
- Le libraire de Prague, Casterman, 161 planches, janvier 2018.

## Récompense
- 1995 : Fauve d'or du festival d'Angoulême[5]